# Flight of the Conchords

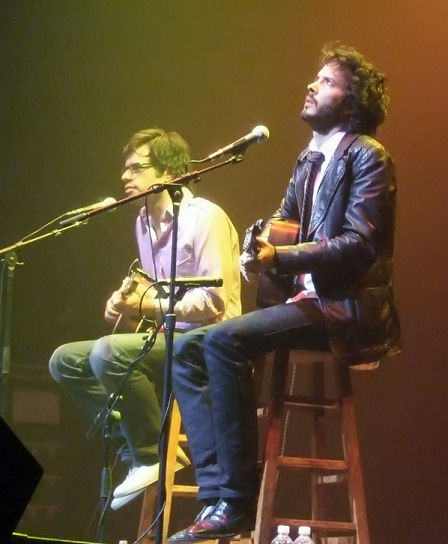
Flight of the conchords.

Flight of the Conchords is een komisch duo, afkomstig uit Nieuw-Zeeland, vooral bekend van de televisieserie Flight of the Conchords. Het duo bestaat uit Bret McKenzie en Jemaine Clement. In de comedyserie spelen zij als zichzelf, zijnde een beginnend bandje uit Nieuw-Zeeland wonend in New York. In elke aflevering worden reguliere scènes afgewisseld met gerelateerde muzikale intermezzo's.

## Discografie
- Folk the World Tour (2002)
- The BBC Radio Series: Flight of the Conchords (3 cd) (2006)
- The Distant Future (maxi single) (2007)
- Flight of the Conchords (2008)
- Pencils in the Wind (vinyl single) (2009)
- I Told You I Was Freaky (2009)